# 민왕 (소설)
《민왕》(일본어: 民王 たみおう[*])은 이케이도 준의 소설 작품이다.

## 텔레비전 드라마
2015년 7월 24일부터 9월 18일까지 TV 아사히의 〈금요 나이트 드라마〉 시간대에서 방송되었다. 주연은 엔도 켄이치와 스다 마사키.
2016년 4월 15일에 연속 드라마의 그 후를 그린, 스페셜 드라마 《민왕 스페셜~새로운 음모~》와, 4월 22일에는 카이바라 모헤이가 주역인 《민왕 스핀오프~사랑하는 총재 선거~》가 방송되어, 4월 23일 (4월 22일 심야)부터, 영상 전달 서비스 〈비디오패스〉와 〈TV 아사히 동영상〉에서 《민왕 번외편 비서 카이바라와 6인 수상한 고객》이 전 6회로 전달되고 있다.

### 캐스트
- 무토 타이잔 - 엔도 켄이치
- 무토 쇼 - 스다 마사키
- 미나미 마이 - 모토카리야 유이카
- 무라노 에리카 - 강지영
- 카이바라 모헤이 - 타카하시 잇세이
- 카리야 코지 - 카네다 아키오
- 무토 아야 - 미네무라 리에
- 닛타 사토루 - 야마우치 타카야
- 야미쿠모와타루 이쿠요 - 하라 킨타로·이케타니 노부에
- 코나타 쥬타로 - 롯카쿠 세이지
- 쿠라모토 시로 - 쿠사카리 마사오
- 시로야마 카즈히코 - 니시다 토시유키

### 스태프
- 원작 - 이케이도 준 《민왕》
- 각본 - 니시오기 유미에
- 음악 - 이즈츠 아키오
- 음악 프로듀서 - 시다 히로히데
- 주제가 - miwa 〈스트레스 프리〉 (Sony Records)
- 삽입곡 - 스다 마사키·지영 〈청춘 귀족〉, 엔도 켄이치·스다 마사키 〈My Way〉
- 기술 협력 - 이케다야, 비디오 포커스, TAMCO
- 조명 협력 - TLC
- 미술 협력 - TV 아사히 크리에이트, 도쿄 비코
- 제작 협력 - 애즈버즈
- 치프 프로듀서 - 오오카와 타케히로
- 프로듀서 - 이이다 사야카, 키쿠치 마코토 (애즈 버즈), 카미야마 아키코 (미디어 풀포)
- 감독 - 키무라 히사시, 모토하시 케이타, 야마모토 다이스케
- 제작 저작 - TV 아사히

### 방송 일자
| 각 장                                                      | 방송일          | 부제               | 연출              | 시청률 |
| ---------------------------------------------------------- | --------------- | ------------------ | ----------------- | ------ |
| 제1장                                                      | 2015년 7월 24일 | 조각               | 키무라 히사시     | 8.5%   |
| 제2장                                                      | 7월 31일        | 외교               | 키무라 히사시     | 7.0%   |
| 제3장                                                      | 8월 14일        | 정적               | 모토하시 케이타   | 4.8%   |
| 제4장                                                      | 8월 21일        | 맹우               | 모토하시 케이타   | 6.6%   |
| 제5장                                                      | 8월 28일        | 혁명               | 키무라 히사시     | 6.3%   |
| 제6장                                                      | 9월 4일         | 암살               | 야마모토 다이스케 | 8.1%   |
| 제7장                                                      | 9월 11일        | 모반               | 키무라 히사시     | 7.3%   |
| 최종장                                                     | 9월 18일        | 민왕               | 키무라 히사시     | 8.5%   |
| 평균 시청률 7.1% (시청률은 칸토 지구·비디오 리서치사 조사) |                 |                    |                   |        |
| 스페셜                                                     | 2016년 4월 15일 | 새로운 음모        | 모토하시 케이타   | 5.1%   |
| 스핀오프                                                   | 4월 22일        | 사랑하는 총재 선거 | 야마모토 다이스케 | 6.7%   |

- 8월 7일은 방송 휴지.

### 수상
- 제1회 컨피던스 어워드 드라마상[4]
  - 작품상
  - 주연 남우상 (엔도 켄이치, 스다 마사키)
  - 조연 남우상 (타카하시 잇세이)
  - 각본상 (니시오기 유미에)
- 방송 비평 간담회 갤럭시상 2015년 9월도 월간상[5]
- 제86회 더 텔레비전 드라마 아카데미상[6]
  - 최우수 작품상
  - 조연 남우상 (타카하시 잇세이)
  - 각본상 (니시오기 유미에)
  - 감독상 (키무라 히사시, 모토하시 케이타, 야마모토 다이스케)
- 2016년 일본 민간 방송 연맹상 텔레비전 드라마 프로그램 부문 우수상[7]
- 도쿄 드라마 어워드 2016[8]
  - 작품상 연속 드라마 부문 우수상

| TV 아사히 금요 나이트 드라마                                 | TV 아사히 금요 나이트 드라마 | TV 아사히 금요 나이트 드라마              |
| 이전 작품                                                    | 작품명                       | 다음 작품                                 |
| ------------------------------------------------------------ | ---------------------------- | ----------------------------------------- |
| 천사와 악마 -미해결 사건 익명 교섭과- (2015.4.10 ~ 2015.6.5) | 민왕 (2015.7.24 ~ 2015.9.18) | 사무라이 선생님 (2015.10.23 ~ 2015.12.11) |